# Zungri
Zungri – miejscowość i gmina we Włoszech, w regionie Kalabria, w prowincji Vibo Valentia.
Według danych na rok 2004 gminę zamieszkiwały 2182 osoby, 94,9 os./km².